# 12992 Crumpler
12992 Crumpler eller 1981 EZ22 är en asteroid i huvudbältet som upptäcktes den 2 mars 1981 av den amerikanska astronomen Schelte J. Bus vid Siding Spring-observatoriet. Den är uppkallad efter Larry S. Crumpler.
Asteroiden har en diameter på ungefär 2 kilometer.